# Henry County, Kentucky
Henry County är ett administrativt område i delstaten Kentucky, USA. År 2010 hade countyt 15 416 invånare. Den administrativa huvudorten (county seat) är New Castle.

## Geografi
Enligt United States Census Bureau så har countyt en total area på 754 km². 749 km² av den arean är land och 5 km² är vatten.

### Angränsande countyn
- Carroll County - nord
- Owen County - öst
- Franklin County - sydost
- Shelby County - syd
- Oldham County - väst
- Trimble County - nordväst